# Cambes (Lot-et-Garonne)
Cambes település Franciaországban, Lot-et-Garonne megyében. Lakosainak száma 176 fő (2022. január 1.). Cambes Allemans-du-Dropt, Lachapelle, Monteton, Peyrière, Puysserampion és Saint-Avit községekkel határos.

## Népesség
A település népességének változása:
| Lakosok száma | 190  | 172  | 154  | 165  | 172  | 176  | 180  | 183  | 183  | 176  |
|               | 1968 | 1982 | 1990 | 2006 | 2013 | 2015 | 2017 | 2019 | 2020 | 2022 |